# Организация народов Юго-Западной Африки

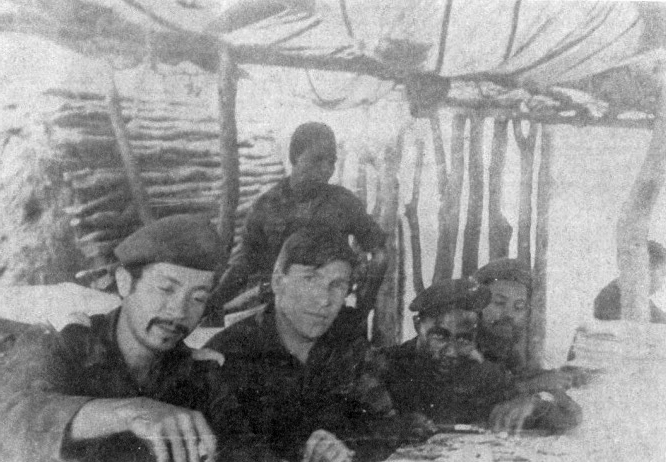
Советские инструкторы с повстанцами СВАПО, начало 1970-х

Народная организация Юго-Западной Африки, СВАПО (англ. South-West Africa’s Peoples Organization, SWAPO) — левая организация населения юго-западной Африки, в основном состоявшая из представителей племени овамбо. Правящая партия Намибии. В 1960—1980-е годы вело партизанскую войну против войск ЮАР, занимавших территорию Намибии. СССР поддерживал эту организацию, поставлял ей вооружение. Так, в 1985 году СССР безвозмездно передал ей танки, автомобили, лёгкое стрелковое оружие и боеприпасы, горючее, обмундирование и пр. специальное и гражданское имущество (см. полный список на 11 страницах). Из тяжёлого вооружения были переданы 10 танков и 24 ракетных установки Град-П. Представители организации проходили обучение в СССР в 165-м учебном центре по подготовке иностранных военнослужащих.
Основана 19 апреля 1960 года на базе Организации народа Овамболенда Сэмом Нуйомой и Андимбой (Германом) Тойво йа Тойво. Хотя участники движения не признавали наименования «Юго-Западная Африка» и называли страну «Намибия», нынешнее название партии глубоко укоренилось. Сейчас оно употребляется только как аббревиатура.
В программе, принятой на первом съезде в 1962 году, СВАПО выдвинула в качестве своих задач достижение независимости и построение демократического общества. Первоначально, до середины 1960-х годов, для достижения этих целей использовались относительно мирные средства: обращения в ООН, кампании бойкота и т. д.
Убедившись в неэффективности мирного пути, часть лидеров организации, во главе с Сэмом Нуйомой, эмигрировала и перешла к насильственным методам борьбы. В 1962 году была основана Народная освободительная Армия Намибии (ПЛАН). Оружие для неё было получено от правительства Алжира через Судан, Танзанию, Замбию.
Первое столкновение с вооружёнными силами ЮАР произошло 26 августа 1966 г. Южно-африканское правительство воспользовалось этим событием, а также убийством премьер-министра Фервурда, для введения закона о терроризме от 21 июня 1967 года, имевшего обратную силу. По нему были арестованы оставшиеся в стране лидеры СВАПО, включая йа Тойву, а также соперничавшего с ними СВАНУ. На процессе в Претории в 1968 г. Герман Тойва йа Тойва был осуждён на двадцатилетние заключение на острове Роббенэйланд, где содержался вместе с Нельсоном Манделой до 1984 г. Из речи Тойво йа Тойвы на суде: «Мы намибийцы, а не южноафриканцы. Ни сейчас, ни когда-либо в будущем мы не признаем вашего права управлять нами, писать для нас законы, считать нашу страну своей, а себя — нашими господами… Я много лет служу СВАПО. Это обыкновенная политическая организация. Но вот пришёл момент, когда мы оказались лицом к лицу на поле битвы. Я не отвечаю за военную подготовку населения».
СВАПО поддерживала связи с СССР, Китаем и другими социалистическими странами. Своей идеологией он объявил в 1976 году «научный социализм», а конечной целью «построение бесклассового общества». Противники обвиняли руководство СВАПО в репрессиях по отношению к инакомыслящим участникам движения. С такой критикой выступает, в частности, организация «Сломать стену тишины» (BWS), созданная пострадавшими от таких репрессий. Одним из спорных моментов в истории СВАПО этого периода являются её отношения с ангольской партией УНИТА. Западные африканисты утверждают, что связи были тесными, союзническими. Есть легенда, что Жонас Савимби подарил Сэму Нуйоме его первый пистолет. Сам Нуйома в своих мемуарах «Там, где другие дрогнули» это отрицает: «Те, кто распространяют ложные истории о том, что СВАПО и УНИТА были союзниками, не знают о связи СВАПО и МПЛА, и особенно об отношениях между мною лично и президентом Нето, которые начались намного раньше в Дар-эс-Саламе». В 1973 г. ООН признало СВАПО единственным законным представителем народа Намибии. Это, а также крах одного из главных союзников в регионе — Португальской колониальной империи, появление кубинских войск в соседней Анголе заставили правительство ЮАР перейти к более гибкой политике. Была созвана так называемая Конституционная конференция Турнхале (Турнхале — спортивный немецкий зал в Виндхуке, дословно «зал токарей», где проходила конференция), которая должна была выработать проект перехода к независимости по плану Претории. СВАПО бойкотировало конференцию в Турнхале, так как на ней ему пришлось бы делить представительство с традиционными вождями овамбо. Конференция проходила как совещание этнических групп (причём белые выступали как единое целое), а не политических сил. Тем не менее, некоторые организаторы конференции пытались привлечь лидеров так называемого «внутреннего СВАПО» — тех членов организации, которые находились в Намибии или в Южной Африке, в частности, йа Тойву, что, однако, успеха не имело. В отличие от АНК, СВАПО не была официально запрещена властями ЮАР, хотя и подвергалась преследованиям по «Закону о подавлении терроризма». Южноафриканцы вынуждены были учитывать особый международный статус Намибии и рассчитывали на раскол движения. Ещё одно важное различие между СВАПО и АНК: намибийцы практически не принимали в свою организацию белых (об этом пишет бывший генеральный секретарь СВАПО Джон йа Ото в переведённой на русский язык автобиографической книге «Поле битвы — Намибия»), что отражало более жёсткий, чем в Южной Африке, расовый барьер. СВАПО обвинял деятелей, собравшихся в Турнхале, в намерении создать «новую Родезию», то есть ещё одно государство белого меньшинства. Главным последствием конференции стало возникновение Демократического альянса Турнхале (ДАТ) — основного соперника СВАПО.
Президент США Рональд Рейган предложил «увязать» предоставление независимости Намибии с выводом кубинских войск из Анголы. Это идея была внесена в официальную программу американской Республиканской партии, но вызвала решительные возражения СССР и его союзников, особенно Фиделя Кастро: «Какое моральное право имеют США говорить о наших войсках в Африке, когда их собственные войска находятся на нашей национальной территории, на морской базе Гуантанамо? Было бы смешно нам просить США для улучшения отношения между Кубой и Соединёнными Штатами отвести их войска с Филиппин, или из Турции, или из Греции, или с Окинавы, или из Южной Кореи» (Из выступления на заседании Народной ассамблеи в Гаване в декабре 1977 г.).
Конфликт завершился Нью-йоркскими соглашениями 22 октября 1988 года о выводе южно-африканских войск из Намибии и кубинских из Анголы. Состоявшиеся затем выборы проходили в неблагоприятных для СВАПО условиях: Претория настояла на участии в них южно-африканских бизнесменов и бойцов враждебного СВАПО движения УНИТА, а также членов их семей. Тем не менее, СВАПО получило в Национальном собрании 55 мест из 72. Результаты выборов были признаны всеми участниками. 21 марта 1990 года Намибия стала независимой страной, а лидер СВАПО Сэм Нуйома — её первым президентом. На церемонии провозглашения независимости страны присутствовали тогдашний министр иностранных дел СССР Э. А. Шеварднадзе и президент ЮАР Фредерик де Клерк. Их встреча стала сенсацией. Было отмечено, что в тот день пошёл дождь, что у местных жителей считается хорошей приметой. Сэм Нуйома занимал пост президента страны с 1990 по 2004 г., уступив место Х. Похамбе, к которому перешло и звание вождя партии.